# 魔鬼剋星 未來世
是一部2021年美國超自然喜劇片，本片為《魔鬼剋星》系列的第四部電影作品，同時也是1984年電影《魔鬼剋星》和1989年電影《魔鬼剋星2》的直接續集。電影由傑森·瑞特曼執導並與吉爾·基能共同編寫劇本，主演包括凱莉·庫恩、芬恩·沃夫哈德、麥肯娜·葛瑞絲和保羅·路德，該片是獻給在前兩部電影中飾演伊根·史賓格勒的已故演員哈洛·雷米斯，前兩部電影的導演兼傑森的父親伊凡·瑞特曼以製片人的身份回歸參與其中。
《魔鬼剋星：未來世》在2019年7月12日開拍，並由索尼影視發行於2021年11月19日美國上映。電影的整體評價褒貶不一，演員的表現、瑞特曼的執導、懷舊的基調與向雷米斯的致敬獲得好評，但是編劇設計與過度仰賴粉絲情懷則受到批評。續集《魔鬼剋星：冰天凍地》於2024年推出。

## 劇情簡介
電影講述當一位單身媽媽和兩個孩子來到一座小鎮時，開始發現自己與初代捉鬼敢死隊（Ghostbusters）小隊的關聯以及祖父留下的神秘事物。
開場的一幕,在俄克拉荷馬州薩默維爾，已屆老年的初代捉鬼敢死隊（Ghostbusters）成員伊根.史賓格勒（Egon Spengler）在一偏僻農場裡設下了抓鬼陷阱,但突然停電並遭到襲擊，最後心臟病發而亡。
伊根.史賓格勒死後，與其關係疏遠並經濟困難的女兒凱莉（Callie Spengler）繼承了農場，凱莉是一個單親媽媽，因無力支付芝加哥公寓的租金，便與兒子崔佛（Trevor Spengler）和女兒菲比（Phoebe Spengler）搬到了父親留下的農場。菲比非常有科學頭腦，在住到了薩默維爾的農場之後，參加了由地震學家加里·葛洛柏森（Gary Grooberson）教授的暑期科學課程，又認識了新朋友播客（Podcast）。
菲比發現農場似乎鬧鬼，又發現了初代捉鬼敢死隊的道具——鬼魂陷阱，她向加里和播客展示了這個陷阱。加里是捉鬼敢死隊的粉絲，告訴了菲比關於捉鬼敢死隊的事跡，菲比亦發現她的祖父伊根當年正是捉鬼敢死隊的成員。
加里、菲比和播客改裝了陷阱，沒想到卻釋放出了戈澤（Gozer）的僕人，後者逃到了礦井中。農場鬼魂帶領菲比來到伊根的地下實驗室，並在表明自己是她的祖父後，指導她修復捉鬼敢死隊的設備。
在播客測試質子背包時，菲比發現了一個被他們稱為「Muncher」的鬼魂，它逃到了小鎮上。在伊根的幫助下，他們修理好了捉鬼敢死隊的車 Ecto-1，崔佛用這輛車與兩人一起追趕「Muncher」，雖然最終他們成功捕獲了它，但因造成的損壞而被捕，他們的設備也被沒收。
菲比用她記下的電話號碼聯繫捉鬼敢死隊的另一位成員——現在為超自然書店老闆的雷·斯坦茨（Ray Stantz）尋求幫助，並告知他伊根的死訊。反過來，雷告訴她捉鬼敢死隊在擊敗喀爾巴阡人維戈（Vigo the Carpathian）後發生了什麼：捉鬼敢死隊解散後，伊根帶著他們的裝備離開並搬到薩默維爾去追捕某個不明的威脅，雷亦勸說菲比放棄跟隨祖父的腳步。
加里在與凱莉約會時收到警方通知，於是前往警局將孩子們送回家，他獨自離開時卻遭到鬼魂攻擊並被附身。另一方面，伊根的鬼魂把凱莉帶到了一面牆前面，牆上掛滿了他保存的關於女兒生活的詳細筆記和照片，這表明他比她想像的更關心她，沒想到，凱莉接著也被鬼魂攻擊，並跟加里一樣被附身了。
菲比、播客、崔佛和崔佛打工的同事露西（Lucky Domingo）在礦井內發現了一座戈澤神殿。經過進一步探索，他們發現戈澤的信徒山多爾（Shandor）在他的棺材裡還活著，而伊根安裝的自動質子砲阻礙了戈澤穿越至此的嘗試。被守門人和鑰匙人附身的加里和凱莉出現，摧毀了伊根的裝備，讓戈澤得以現身。山多爾醒來並向戈澤爾宣誓效忠，但仍被殺。
孩子們發現伊根在農場的周圍埋下了一組大型的鬼魂陷阱，因為鎮上出現的超自然事件令四處大亂，他們趁亂從警局取回了被繳獲的捉鬼設備後再度前往礦井。菲比分散了戈澤的注意力，以便播客可以捕捉被附身的凱莉，他們成功救回凱莉，並削弱了戈澤的力量。他們將戈澤和被附身的加里引誘到農場，但陷阱發生故障，戈澤也趁機恢復了力量，並抓住了露西。
此時，雷和另外兩位初代捉鬼敢死隊成員——彼得·文克曼（Peter Venkman）和溫斯頓·澤德莫爾（Winston Zeddemore）趕到幫忙，而戈澤看到他們即打算殺死他們以復仇。捉鬼敢死隊幫助菲比穿越質子流來抑制戈澤，而崔弗則用他的質子流為陷阱的能量源充電，凱莉醒來，幫忙打開了地底的大型鬼魂陷阱，幾人合作之下，總算捕獲了戈澤。加里恢復了理智，露西也被救出來了，而伊根的鬼魂此時現身，在進入來世之前與家人和朋友和好。
後來，捉鬼敢死隊回到了紐約市，據說彼得已與達納·巴雷特結婚並住在科特蘭。而溫斯頓離開捉鬼敢死隊後成為了一位富有的企業家，他將完全修復的 Ecto-1送回了捉鬼敢死隊的消防站。在地下室，鬼魂儲存器上的紅燈閃爍著。

## 演員
- 凱莉·庫恩[4]飾演凱莉·史賓格勒（Callie Spengler）
- 芬恩·沃夫哈德[4]飾演崔佛·史賓格勒（Trevor Spengler）
- 麥肯娜·葛瑞絲[5]飾演菲比·史賓格勒（Phoebe Spengler）
- 保羅·路德[3]飾演蓋瑞·葛洛柏森（Gary Grooberson）
- 羅根·金（Logan Kim）飾演播客（Podcast）
- 賽麗絲·歐康納（英语：Celeste O'Connor）飾演露西·多明哥（Lucky Domingo）
- 比爾·莫瑞飾演彼得·威克曼博士
- 丹·艾克洛德飾演雷·史坦茲博士
- 厄尼·哈德森飾演溫斯頓·雷德莫爾博士
- 雪歌妮·薇佛飾演黛娜·巴萊特（Dana Barrett）
- 安妮·帕茲（英语：Annie Potts）飾演珍妮·莫爾尼茲（Janine Melnitz）
- 奧利佛·庫柏（英语：Oliver Cooper）飾演艾爾頓（Elton）
- 波金·伍德賓恩（英语：Bokeem Woodbine）飾演多明哥警長（Sheriff Domingo）
- 特雷西·萊特飾演傑克（Jack）
- 喬許·蓋德飾演門克爾（Muncher，配音）
- J·K·西蒙斯飾演伊沃·尚德（Elton）
- 奧利維亞·魏爾德飾演瑟里安的高瑟（Gozer the Gozerian，未掛名）
  - 索瑞·安達斯魯配音瑟里安的高瑟
  - 艾瑪·波特納（英语：Emma Portner）飾演瑟里安的高瑟（CGI精神型態）

## 製作

### 發展
1990年代，《魔鬼剋星》系列電影的編劇兼主演之一丹·艾克洛德寫了一份劇本，暫定名為《魔鬼剋星3：背水一戰》（Ghostbusters III: Hellbent）。該概念是將角色轉移到平行宇宙的曼哈頓，名為，魔鬼剋星將在這個「地獄」般的地方與魔鬼作戰。當時，艾克洛德表示雖然演員們並非如此，但片商仍對此很感興趣。在故事中，一支年輕的新魔鬼剋星團隊現身，雷·史坦茲與溫斯頓·雷德莫爾努力維持他們的事業，而彼得·威克曼則與黛娜·巴萊特（Dana Barrett）的關係變得較為嚴肅；最後該片沒有了下文。這份概念在幾年後被2009年電子遊戲《魔鬼剋星》回收利用。
2004年，片商重新審視推出續集（第三部電影）的動作，但主演之一的比爾·莫瑞表達了自己對該項目不感興趣。隔年，該系列的編劇兼主演之一哈洛·雷米斯證實想將班·史提勒引入主演群的計劃。2009年，該項目的開發已陷入停滯狀態。雷米斯和艾克洛德隨後證實，該劇本需要一批年輕的魔鬼剋星，其中後者聲稱該演員將具有性別多樣性，並包括讓他們用上新科技。2010年1月，前兩部電影的導演伊凡·瑞特曼證實他將執導該片。同年3月，莫瑞討論了該片的發展，以及他重新扮演自己角色的意願。其上映日定檔於2012年的聖誕節。在10月號的《浮華世界》中，艾克洛德討論了吉恩·斯圖普尼茲基和李·艾森柏格合寫的書面劇本，並透露他和雷米斯將在劇本的第二稿上工作。2011年8月，艾克洛德表示，該片計劃於年後晚期開拍。後來，當莫瑞決定宣布回歸飾演彼得時，艾克洛德宣布已積極地在尋找演員來取代他。他還提到希望里克·莫拉尼斯能再度飾演路易·塔利（Louis Tully）。截至2012年2月，當製作團隊對該項目進行重新評估時，該片卻已被擱置。少了莫瑞，片商尋找替代演員，並考慮將他的角色以CGI呈現的幽靈登場。6月份，莫瑞再次透露所有參與者都試圖再次開發第三部電影，但他仍於下個月退出。接下來的一個月，艾克洛德證實該片已重新發展，並重寫了伊坦·柯亨的劇本。對於劇本，艾克洛德表示：「必得完美無缺，這是關鍵。除非劇本完美，否則沒有任何意義，我們現在致力於此。」9月，瑞特曼宣布了女性翻拍版的發展。2013年5月，艾克洛德透露了第三部電影的故事，包括哥倫比亞大學的大學生正在進行的實驗成為他靈感的源頭。該故事描述一群大學生在進行研究時帶來了來自其他方面的威脅，新的魔鬼剋星正在形成，以拯救地球免於超自然的威脅。據報導，劇本中寫了莫瑞的角色，以希望演員決定加入製作。
在雷米斯2014年2月24日去世後，索尼將以友情客串的方式來將雷米斯出現在片中。隨著雷米斯的離開而使劇本需要重寫，該項目再次被推遲。2015年3月，瑞特曼確認不會執導第三部電影，但仍會以製片人的身份參與，該片計劃於2015年初開始進行主體拍攝。前兩部電影的演員雪歌妮·薇佛後來透露，她角色的兒子將成為團隊的一員。該項目最終因片商尋找導演而被延遲。2019年1月，一部暫定名為《魔鬼剋星3》（Ghostbusters 3）的新電影確認推出，這也是前兩部電影的直接續集。原導演伊凡·瑞特曼的兒子傑森·瑞特曼接手執導，且他將與吉爾·基能共同創作劇本，而伊凡則將擔任製片人。據《好萊塢報導》的鮑里斯·基特（Borys Kit）指出，電影將採用青少年來組成新的魔鬼剋星，其中包含兩個男孩和兩個女孩。該片定檔2020年7月10日美國上映，且預計2019年7月至加拿大亞伯達省卡加利進行為期約十五週的拍攝。
傑森·瑞特曼表示該片將忽略2016年的女性翻拍版（包括片尾的接聽電話事件），而這也引起了部份人士的批評。如2016年電影的主角之一萊絲莉·瓊斯稱這種做法是「如此地侮辱」，而忽視了演員和工作人員們的努力。2019年2月，瑞特曼在播客上表示，該片是「將電影交還給粉絲」。以此回應發表批評的影評人，他也澄清說自己並不打算忽視2016年的電影，且其導演保羅·費格也對此支持。費格本人表示，瑞特曼一直是他的電影的支持者，自己「迫不及待地想看看他對《魔鬼剋星》宇宙的看法」。瑞特曼後來解釋了他電影的故事起源，一個十多歲的年輕女孩希望成為一名魔鬼剋星，這在費格的電影中得以證實——任何人都可以成為魔鬼剋星。他繼續說，《魔鬼剋星》系列很容易擴展到這個想法，任何類型的人都能成為魔鬼剋星，他個人很感謝費格使這成為可能。

### 選角
演員麥肯娜·葛瑞絲、芬恩·沃夫哈德和凱莉·庫恩於2019年3月加入該片的演出，庫恩將飾演一名單身母親，而葛瑞絲和沃夫哈德則將飾演一對兄妹。導演傑森·瑞特曼將葛瑞絲描述為該系列的狂熱粉絲，且非常適合作為一名十多歲的魔鬼剋星女孩。沃夫哈德因已在電視劇《怪奇物語》的第二季中飾演了魔鬼剋星，加上「傑森·瑞特曼可能甚至不會去看我的影帶」，所以他起初不確定自己是否會被選上。2019年6月27日，保羅·路德在官方的《魔鬼剋星》社交媒體頁面上分享了一段影片，揭露自己加入了演出。新人演員賽麗絲·歐康納與羅根·金（Logan Kim）於2019年7月確認參演。
前兩部電影的班底演員比爾·莫瑞、丹·艾克洛德、厄尼·哈德森和雪歌妮·薇佛都已被討論是否回歸演出。據薇佛在接受《美國大觀》採訪時表示，該片已有四個是瑞特曼的原創角色。後來，瑞特曼並未證實有任何前集的演員回歸，但表示他們已經提供了劇本的副本供他們考慮。

### 拍攝
主要拍攝於2019年7月12日在加拿大亞伯達省卡加利開始進行，暫定名稱為「荒廢之城」（Rust City），並預計持續至10月份。劇組還計劃於2019年7月至8月期間在亞伯達省克羅斯菲爾德附近進行部分的取景。

## 發行
《魔鬼剋星 未來世》原定由索尼影視發行定於2020年7月10日在美國上映。2020年3月，由於受2019冠狀病毒病美國疫情影響，本片延期至2021年3月5日在美國上映。2020年10月，本片延期至2021年6月11日在美國上映。2021年1月，本片再度延期至2021年11月11日在美國上映。最終定檔於11月19日。本片於2021年8月23日登上CinemaCon舉行全球首映。

### 評價
《魔鬼剋星 未來世》在媒體和影評家之間獲得褒貶參雜的評價。爛番茄根據308條評論，持有63%的新鮮度，平均得分6.2／10，觀眾投票獲得90%的分數，平均得分為4.4／5。在Metacritic上，電影獲得45分。

### 票房
| 上一届： 《永恆族》 | 2021年美國週末票房冠軍 第47週 | 下一届： 《魔法滿屋》 |

## 外部連結
- 互联网电影数据库（IMDb）上《魔鬼剋星 未來世》的资料（英文）
- Metacritic上《魔鬼剋星 未來世》的資料（英文）
- AllMovie上《魔鬼剋星 未來世》的资料（英文）
- 爛番茄上《魔鬼剋星 未來世》的資料（英文）
- Box Office Mojo上《魔鬼剋星 未來世》的資料（英文）
- 開眼電影網上《魔鬼剋星 未來世》的資料（繁體中文）
- 雅虎香港電影上《魔鬼剋星 未來世》的資料（繁體中文）
- 豆瓣电影上《魔鬼剋星 未來世》的資料 （简体中文）
- 时光网上《魔鬼剋星 未來世》的資料（简体中文）